# Jean-Simon Berthélemy

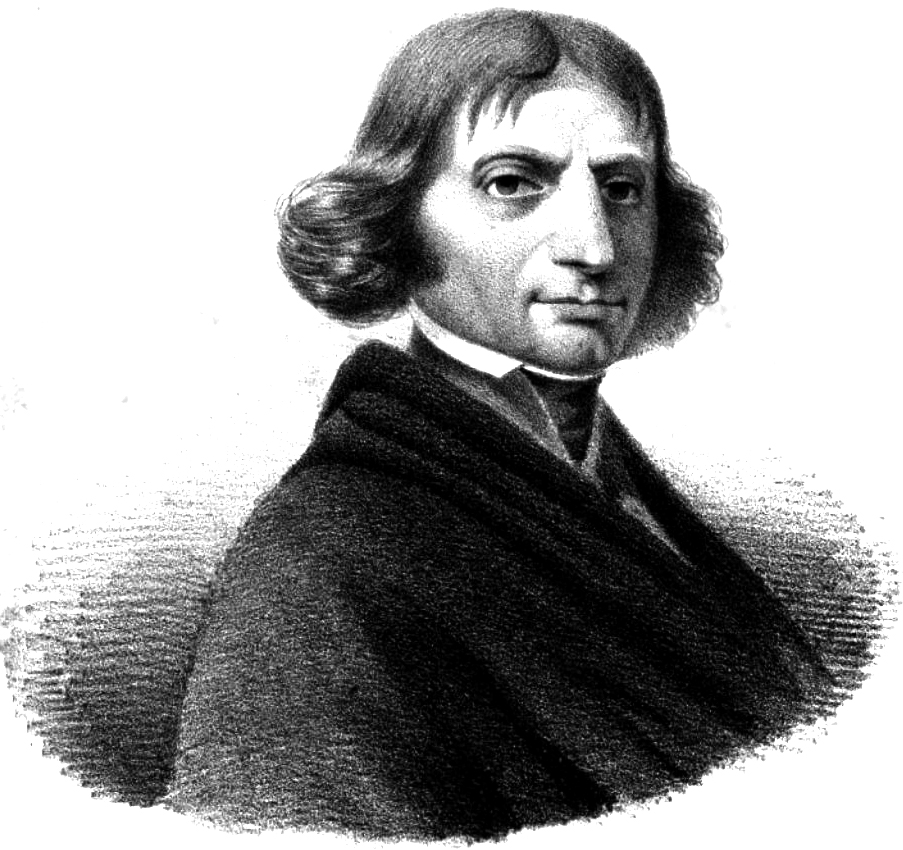
Jean-Simon Berthélemy.

Jean-Simon Berthélemy (5 de marzo de 1743-1 de marzo de 1811) fue un pintor de historia francés que recibió el encargo de pintar techos alegóricos para el Palais du Louvre, el Palacio de Luxemburgo y otros, de una manera conservadora del barroco tardío o rococó sólo un poco afectado por el neoclasicismo.

## Biografía

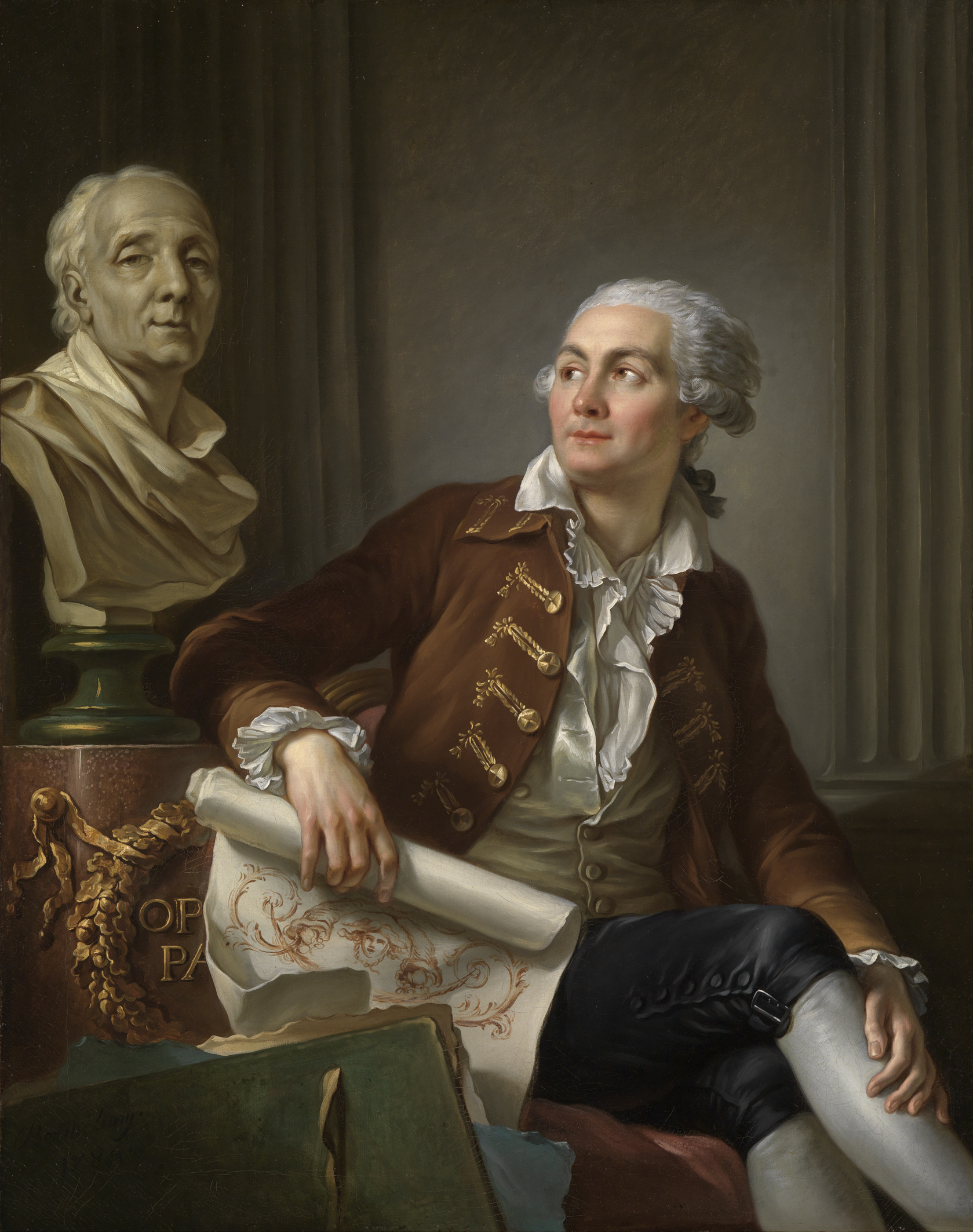
Busto de Denis Diderot y un joven.

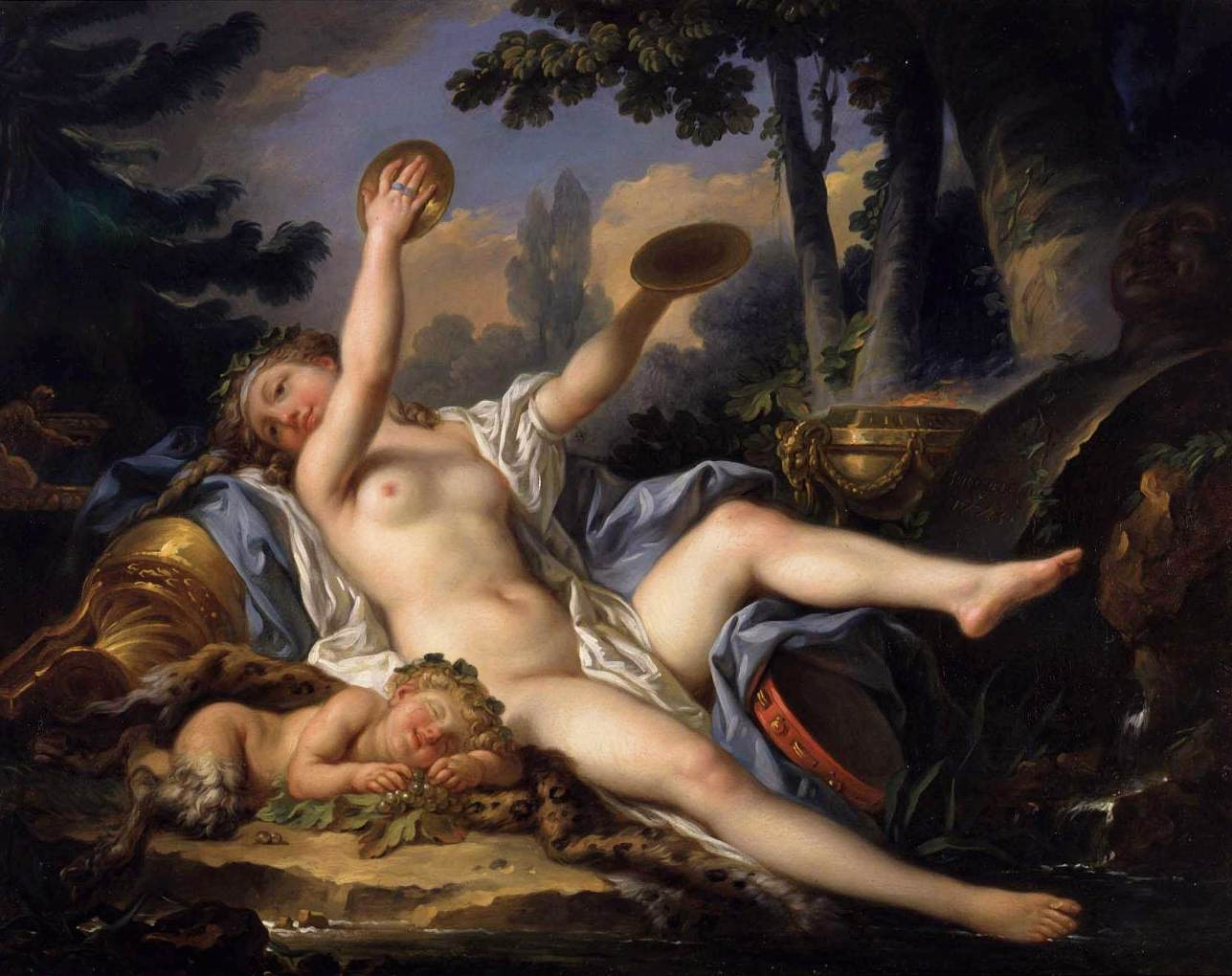
Bacante reclinada tocando los platillos.

Berthélemy nació en Laón, Aisne, hijo de un escultor, Jean-Joseph Berthélemy. Se formó en el taller de Noël Hallé, profesor de la Academia real de pintura y de escultura y ganó su primera reputación en la década de 1760; después de alcanzar el segundo lugar en 1763, ganó el Premio de Roma de la Academia en 1767. Uno de los primeros encargos fue un conjunto de pinturas decorativas bajo la dirección del arquitecto Jean-Gabriel Legendre para el Hôtel de l'Intendance de Champagne en Châlons-sur-Marne, del cual el artista solo completó seis supraportes, muy a la manera de François Boucher, y delegó el resto de la comisión a un compañero de la Acadéemia.
Hallé, el maestro de Berthélemy, proporcionó cartones para la manufactura de tapices reales de los Gobelins, donde fue nombrado superintendente en 1770; Berthélemy también fue llamado para proporcionar cartones para los tejedores. Su Muerte de Etienne Marcel (1783, expuesta en la École de Chirurgie) del que se conserva el boceto al óleo, fue tejido en la serie Histoire de France.

## Carrera profesional
Berthélemy fue un pintor estimado en su época, elegido para unirse al séquito que acompañó la campaña deNapoleón en Italia, donde fue uno de los expertos asignados a la tarea de seleccionar las obras de arte para su traslado a París en los términos del Tratado de Tolentino, febrero 1797. Cuando se publicaron dos monografías sobre Berthélemy en 1979, Philip Conisbee, al revisarlas en The Burlington Magazine, observó secamente: «Dos monografías sobre Berthélemy son exageradas para un pintor que podría haber sido enviado con un solo artículo sustancial. El sistema académico francés de educación artística en el siglo XVIII, respaldado por el estímulo del patrocinio de la iglesia y el estado, era tan eficiente y riguroso que incluso un talento promedio podía estar lo suficientemente condicionado para producir un puñado de cuadros históricos decentes, que a veces son obras maestras menores».

Pinturas
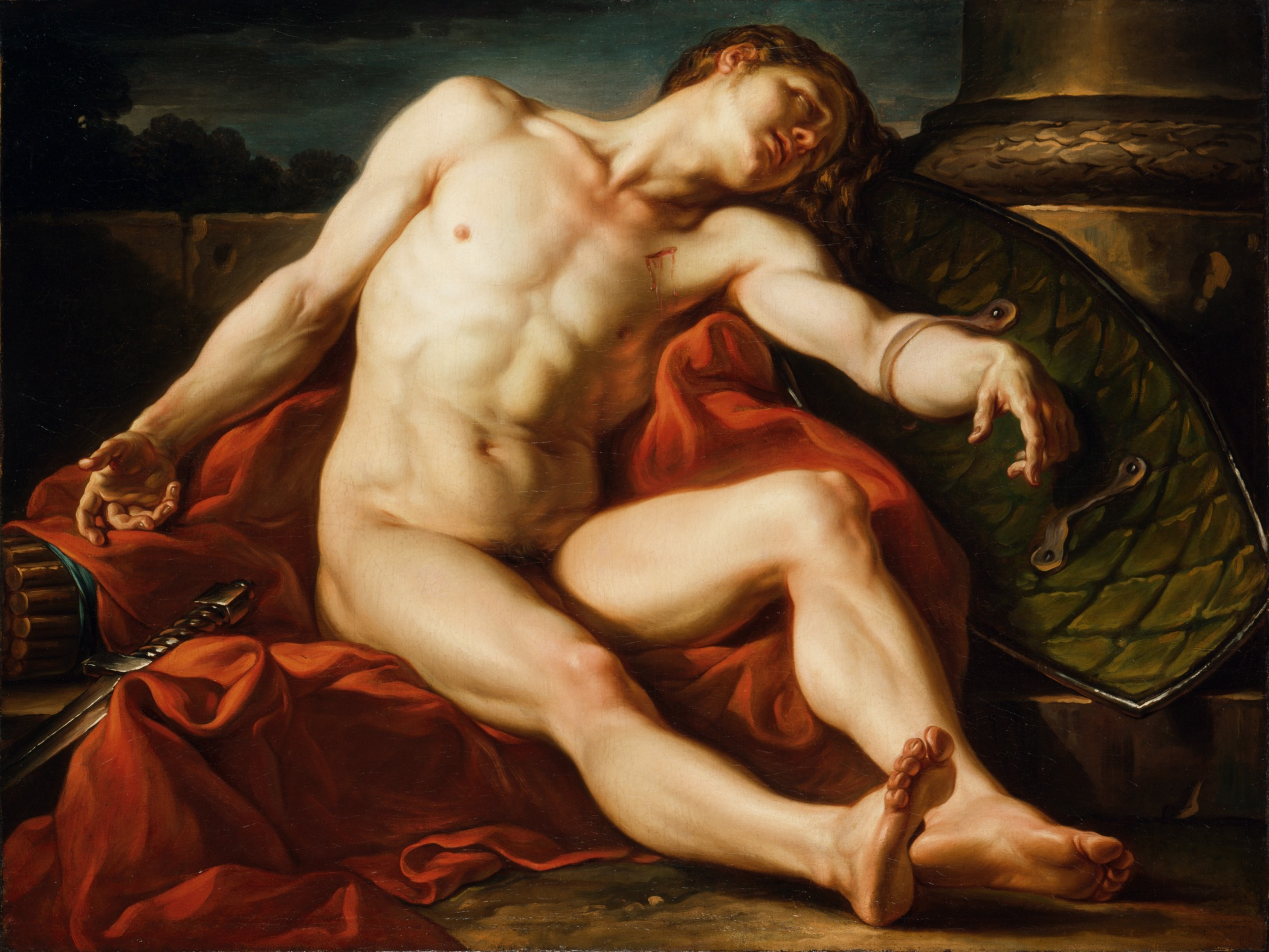
Gladiador
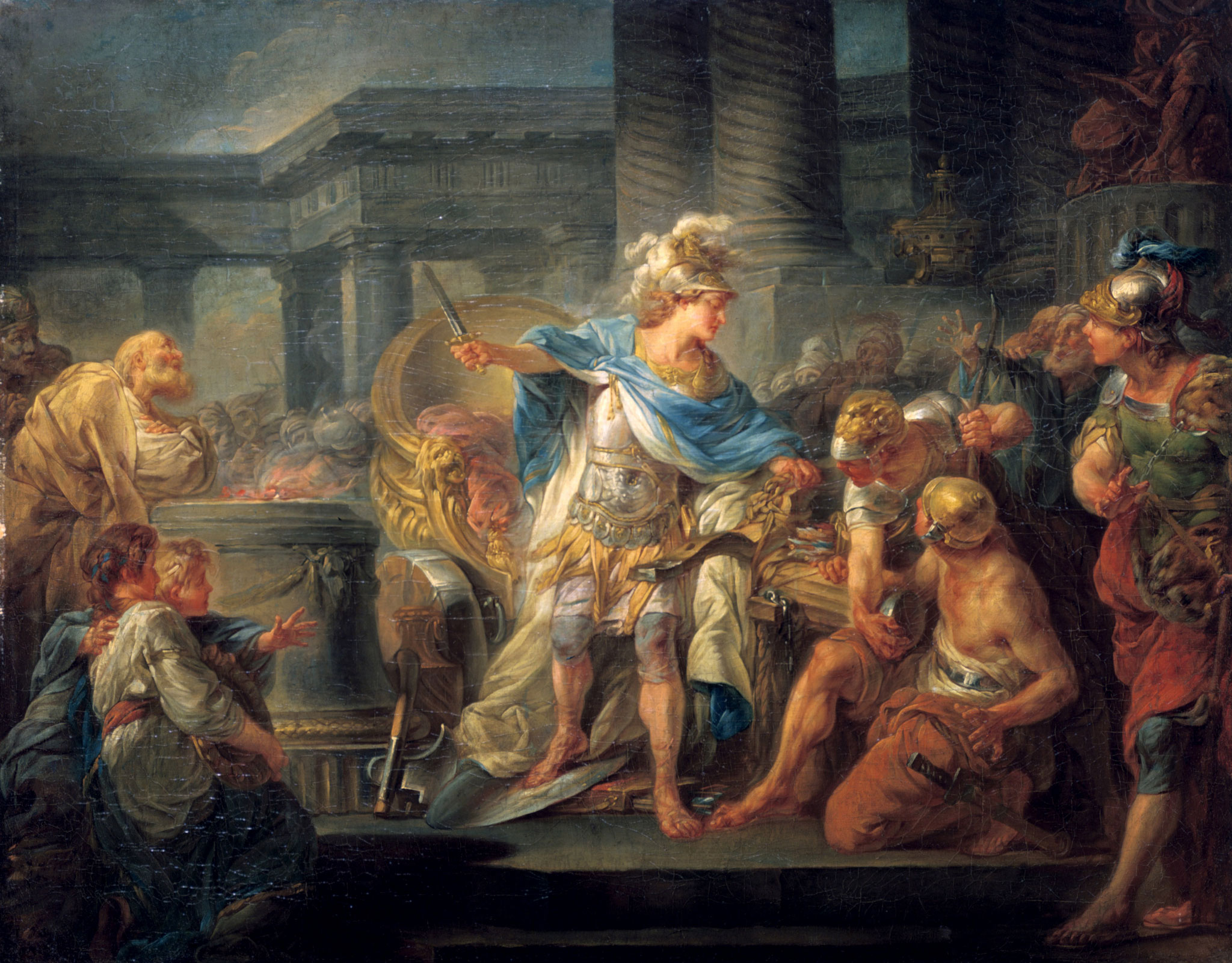
Alexander cortando el Nudo gordiano (École des Beaux-Arts, París)
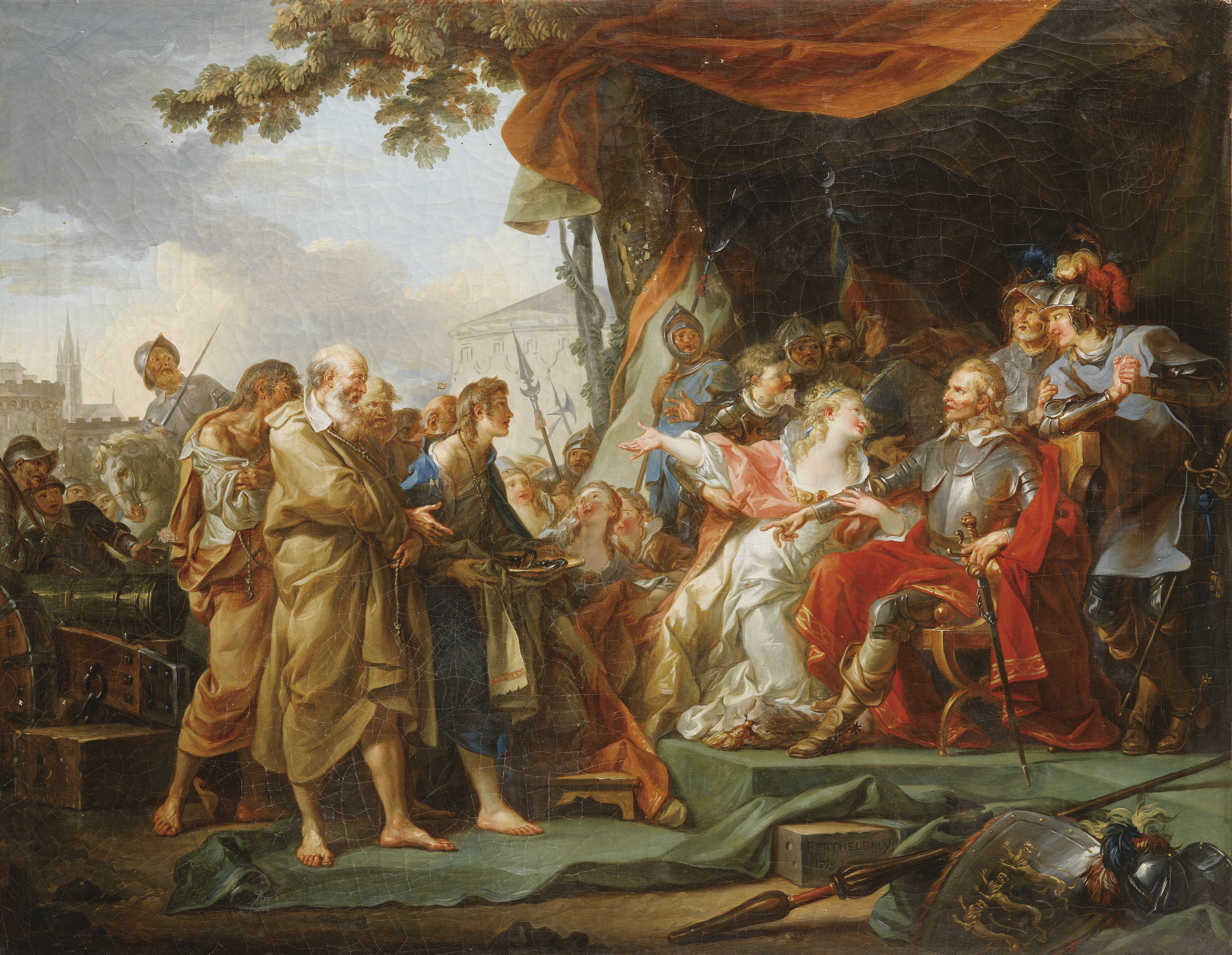
Las hamburguesas de Calais
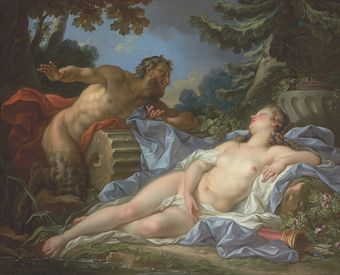
Júpiter y Antiope